# Brycea disjuncta
Brycea disjuncta là một loài bướm đêm thuộc phân họ Arctiinae, họ Erebidae.